# 硕放站
硕放站是一个京沪线上的铁路车站，位于江苏省无锡市滨湖区硕放街道，建于1954年:672，目前为四等站，邮政编码为214144。目前车站不办理客运业务；货运仅办理硕放机场军用专用线业务，不对外办理业务。车站设到发线4条（含正线2条），有效长最短1048米；调车线1条，有效长173米。

## 历史
1954年修建“四一四工程”（现苏南硕放国际机场）时为运输方便，在沪宁铁路修建了一条102支线通往机场所在的赵家桥。后上海铁路局从长远考虑，决定在原望亭站与周泾巷站区间新增车站，设3条到发线。车站完工后，当地政府代表、铁路局代表和军方代表商议车站命名：地方代表提出以离车站稍远的“硕望桥”来命名。后车站最终以硕放命名：一说为取硕望桥、放鹰桥两村首字命名，另一说为军方代表向上海铁路局打报告称呼硕望火车站时，因口音之误将“硕望”误写成“硕放”两字。
2017年车站规划建设通往无锡港城郊港区新安作业区码头的配套铁路专用线。

## 事件
在1971年做成的推翻毛泽东统治地位的武裝起義計畫書草稿《五七一工程纪要》中，林立果等人曾考虑在硕放站附近的铁路桥安放炸弹炸毁毛泽东的专列。9月9日由于毛决定提前返京，炸弹未能如期安置导致计划失败。

## 车站周边
- 苏南运河无锡新安水上服务区
- 杨家湾工业园
- 合新村